# Thainycteris
Thainycteris — рід рукокрилих ссавців із родини лиликових. Рід містить два види, один мешкає в Індокитаї, а інший — на Тайвані. Раніше Thainycteris класифікували у складі роду Arielulus, але дослідження підтверджують, що Thainycteris є окремим родом.